# Wickham St Paul
Wickham St Paul – wieś i civil parish w Anglii, w Esseksie, w dystrykcie Braintree. W 2001 civil parish liczyła 330 mieszkańców. W civil parish znajduje się 23 zabytkowych budynków. Wickham St. Paul jest wspomniana w Domesday Book (1086) jako Wica, Wicham.